# جوز مختوم
جوز مختوم (الاسم العلمي:Juglans sigillata) هو نوع من النباتات يتبع جنس الجوز من الفصيلة الجوزية.